# Telnice (Brno-vidéki járás)
Telnice település Csehországban, a Brno-vidéki járásban. Telnice Otmarov, Újezd u Brna, Sokolnice, Žatčany és Měnín településekkel határos. Lakosainak száma 1668 fő (2024. január 1.).

## Népesség
A település lakosságának változását az alábbi diagram mutatja:
| Lakosok száma | 619  | 737  | 888  | 1200 | 1305 | 1263 | 1594 | 1614 | 1627 | 1668 |
|               | 1869 | 1890 | 1921 | 1950 | 1980 | 2001 | 2017 | 2019 | 2022 | 2024 |